# The Great American Broadcast
The Great American Broadcast é um filme de comédia musical de 1941 dirigido por Archie Mayo e protagonizado por Alice Faye, John Payne, Jack Oakie e Cesar Romero.

## Sinopse
Após servir como soldados na Primeira Guerra Mundial, dois homens conseguem um emprego na rádio. A falência leva a esposa de um dos dois a pedir emprestado dinheiro da outra. A esposa continua a fazer isso após a separação. Mas um programa de talk-show fazem os quatro se reunirem novamente. 

## Produção
De acordo com registros do estúdio, o filme foi vagamente inspirado na carreira de Atwater Kent (1873-1949), um industrial americano que foi o primeiro inventor a produzir equipamentos de rádio em massa.
De acordo com o Hollywood Reporter, Tyrone Power, Betty Grable, Henry Fonda e W. C. Fields haviam sido escalados para o elenco. Glenn Miller e sua orquestra também foram considerados para este filme, mas Miller recusou o convite por causa de Quero Casar-me Contigo (1941). O Los Angeles Times informou em 14 de outubro de 1940 que a Twentieth Century-Fox estava em "busca de uma estrela para o líder da banda" e para isso tinha testado Bob Crosby e Skinnay Ennis. Registros do estúdio indicam que Milton Berle foi escalado para o filme.
De acordo com materiais de divulgação do estúdio, o filme deveria conter um número musical intitulado Run Pouco Raindrop, Run escrita por Mack Gordon e Harry Warren. Mas a música não está incluída na versão final do filme, no entanto, e em vez disso foi cantada por Betty Grable, em Minha Secretária Brasileira (1942). As cenas do personagem "Rix Martin" no aeroporto foram filmadas em um pequeno aeroporto em Buena Park, na Califórnia. O filme marcou a estréia no cinema do conjunto The Four Ink Spots.

## Elenco
- Alice Faye - Vicki Adams
- John Payne - Rix Martin
- Jack Oakie - Chuck Hadley
- Cesar Romero - Bruce Chadwick
- James Newill - Cantor